# Эсак
Эсак (др.-греч. Αἴσακος) — персонаж древнегреческой мифологии. Сын Приама и Арисбы (или Приама и Алексирои, рождён на Иде). Был искусным толкователем снов, научившись этому от деда Меропа. Советовал Приаму умертвить новорождённого Париса.
Был женат на Астеропе. Тоскуя по умершей жене, превращён в птицу. Либо, согласно Овидию, тосковал по нимфе Гесперии. Однажды, увидав её на берегу реки Кебрен, он погнался за ней. Гесперия в испуге бросилась прочь, но притаившаяся в траве гадюка укусила её в ногу, и она замертво упала на руки подбежавшего Эсака. Терзаемый горем, он кинулся в море, но Фетида не дала ему умереть, превратив его в птицу. Снова и снова нырял Эсак в море, пытаясь покончить с жизнью, и в итоге обратился в нырка.